# 新英語聖書

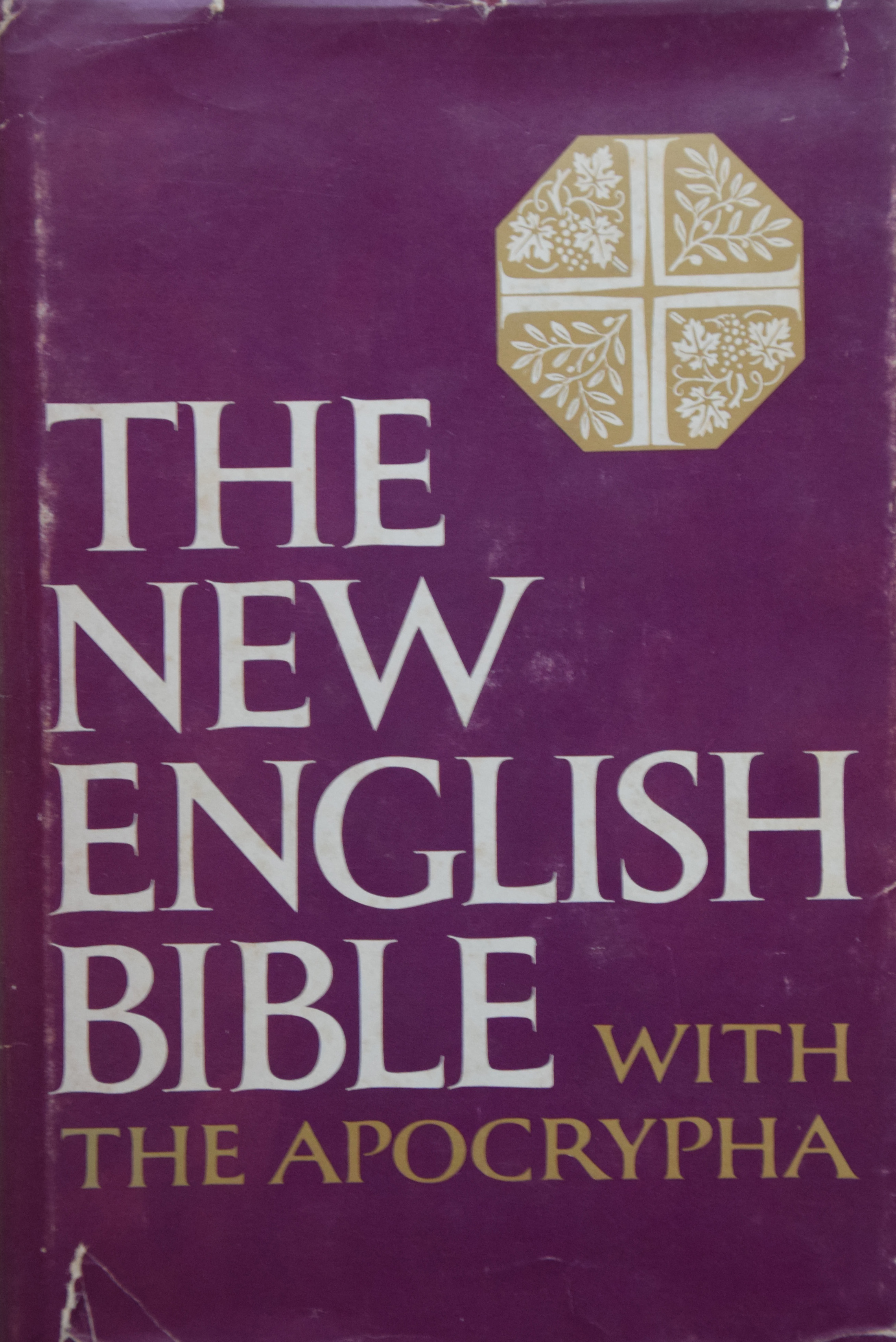
『新英語聖書』（1970年）のカバー

新英語聖書（しんえいごせいしょ、英語: New English Bible）はキリスト教聖書の英語訳で、イギリスで現代英語を使用したのが特徴。1961年に新約聖書が、1970年に旧約聖書が発行された。これは後の1989年に、『改訂英語聖書」（Revised English Bible）に取って代わられる。

## 背景
『改訂版聖書』（『ジェームズ王英訳聖書』の改訂版）の著作権が無効になる時（1935年）近くになって、著作権をもつオックスフォード大学出版局とケンブリッジ大学出版局がこの聖書を現代英語に直す作業の検討を始めた。第二次大戦後の1946年5月に、スコットランドのスターリングとダンブレイン（Dunblane）の長老中会がスコットランド教会総会へそれまでの『改訂訳聖書』を現代英語に替える提案をして、賛成を得た。その後、改訳に携わる人選を終わった時点で、両大学出版局が企画したような改訳をするのでなく、まったく新しく現代英訳にする決定が、1946年10月に行われた。

## 参照項目
- 聖書の英語訳
- 改訂訳聖書
- 改訂英語聖書